# Lepa Vida (Cankar)
Lepa Vida (1912) je zadnja Cankarjeva drama. Avtor je to trodejanko imenoval dramska pesnitev. Ima poteze simbolizma in nove romantike, odpira pa nove pomenske razlage in interpretacije mita Lepe Vide, saj je v ospredju neizpolnjeno hrepenenje. Cankar je z Lepo Vido oblikoval lik, ki brezdomcem tik pred smrtjo pooseblja objekt hrepenenja. Včasih pa se celo zdi, da je Lepa Vida le privid. Dogajanje je statično, liki so pasivni in le čakajo na smrt. Kraj dogajanja je Cukrarna. Cankar nikjer izrecno ne napiše, da gre za Cukrarno, vendar to razumemo po opisih. Tekst je s težavo napisal pri prijatelju Alojzu Kraigherju pri Sveti Trojici v Slovenskih goricah leta 1911. Konec aprila 1911 je poslal celotno dramo Schwentnerju, izšla je za božič leta 1911 z letnico 1912. Januarja 1912 je bil tekst uprizorjen v Deželnem gledališču v Ljubljani, ki je takrat domoval v prostorih današnje Ljubljanske opere. Zapletlo se je pri honorarju, ker mu Schwentner ni hotel dati toliko denarja, kot je Cankar zahteval. Uprizoritev je bila zelo skrbna, gledališče je bilo nabito polno. Čez nekaj časa so tudi ponovili, vendar publike ni bilo več toliko.

## Razvoj drame in motiva Lepe Vide pri Cankarju
Motiv Lepe Vide in problematika njenega hrepenenja spremljata Cankarja skozi celo njegovo življenje, prvič pa se pojavi v Romanci o cvetlici in v lirski pesmi Ovenela roža. Leta 1903 Cankar v beležnico napiše besedi Lepa Vida. Leta 1904 nastane črtica Lepa Vida; njen vodilni motiv je stavek: "Samo v sanjah, samo v tistem otroškem hrepenenju je resnica in življenje; in drugo vse je življenja ponesrečen poskus." 
Leta 1906 Cankar napiše četrto poglavje romana Nina, kjer je sorodnost z Lepo Vido očitna. Prvi zametki drame so bili napisani že leto prej. V teh prvih zametkih so bile nastopajoče osebe Dragotin Kette, Josip Murn, Fran Govekar, Peter Novljan, Francka iz romana Na klancu in Cankar sam. Ko je dramo dal prebrati Župančiču in Prijatelju, se je odločil, da jo bo preoblikoval. Spreminjal jo je vse do leta 1911 in končna verzija je čisto nekaj drugega kot prvotna zamisel. Postala je pozitivna, liki so dobili več življenjske volje, ostala pa je ideja hrepenenja.

## Osebe
- Lepa Vida
- njena mati
- Poljanec, bolan študent
- Mrva, zapit pisar, ki razlaga, kako ima na stropu železno kljuko in kako je nanjo obesil vrv
- Dioniz, petnajstletni pisar – edini, ki še ima mladostni zagon in optimizem
- Damjan, star delavec, ki je šel že dvakrat v Ameriko
- Dolinar, mlad posestnik
- Milena
- zdravnik
- dva študenta
- služabnica
- svatje

## Vsebina

### Prvo dejanje
Poljanec in Dioniz v hiši hrepenenja čakata na Vido, ki je pobegnila iz mračne hiše v paradiž. Z njima čakata tudi Damjan in Mrva. Vsi vidijo v Vidi simbol hrepenenja po nečem. Vida se vrne k skupini študentov, da bi se poslovila. Dioniz jo prosi, naj ostane in ji reče, da jo bo iskal do devete dežele, če bo to potrebno. Vida se od njega poslovi s poljubom in z Dolinarjem odide.

### Drugo dejanje
Vida se je preselila v Dolinarjevo vilo ob jezeru. Ampak njuna ljubezen je trpljenje, kot Dolinar zaupa zdravniku. Vida in Dolinar se v pogovoru zavedata, da se ne ljubita več. Vida predlaga Dolinarju, naj jo pozabi in naj se vrne k Mileni, njegovi bivši. Vida pa se z Dionizom vrne v hišo hrepenenja.

### Tretje dejanje
Poljanec je na smrtni postelji. Zraven njega Mrva in študent bereta pesem o roži čudotvorni. Mrva in Damijan odhajata vsak na svojo pot in se od Poljanca poslovijo. Poljanec v viziji ugleda paradiž in v njem svatbo Vide in Dioniza, kjer sta tudi Mrva in Damjan in vse je polno luči, rož, plesa in veselja. V sobo, kjer je Poljanec na smrtni postelji, vstopita Vida in Dioniz. Ko se Vida dotakne Poljanca, ta umre, Vidina mati ga pokriža in reče: "Na lepšo pot je šel."  Smrt je kot rešitev.

## Uprizoritve na slovenskih odrih
- 1912 Deželno gledališče Ljubljana. Režija Anton Verovšek
- 1919 SSG Trst. Režija Milan Skrbinšek
- 1928 Deželno gledališče Ljubljana. Režija Ciril Debevec
- 1938 Mestno gledališče Ptuj. Režija Fran Žižek
- 1944 SNG Drama Ljubljana. Režija Ciril Debevec
- 1953 MGL Ljubljana. Režija Mirko Mahnič
- 1956 SLG Celje. Režija Andrej Hieng
- 1967 AGRFT. Režija Aleš Jan
- 1969 Drama SNG Maribor. Režija Zvone Šedlbauer
- 1979 SLG Celje. Režija Mile Korun
- 1989 SSG Trst. Režija Meta Hočevar
- 1995 SMG Ljubljana. Režija Damir Zlatar Frey.
- 2001 MGL Ljubljana. Režija Mile Korun. Predstava vsebuje fragmente treh Cankarjevih dram: Lepa Vida, Hrepenenje in Hamlet iz Cukrarne
- 2008 Drama SNG Maribor. Režija Sebastijan Horvat
- 2015 PGK Kranj, SNG Nova Gorica in SSG Trst, Režija Miha Nemec

## Kritike krstne izvedbe
O krstni izvedbi Cankarjeve poslednje drame je pisalo pet ljubljanskih časopisov. V februarskih izdajah so o drami govorile skoraj vse revije. V Slovenskem narodu je kritiko pisal Oton Župančič. Kritik časopisa Jutro je v Vidi videl simbol za slovensko literaturo in umetnost. Ocena v dnevniku Dan pa je bila bolj negativno nastrojena. Pisec se je spraševal, zakaj je drama sploh prišla do odra, kajti "kdor pozna Cankarja, onega Cankarja, ki je prehodil pot od Erotike pa do Šent Florijanske, ta ne najde v Lepi Vidi nič novega, mnogokrat je vse to povedal z istimi besedami v isti obliki."  Tudi Etbin Kristan, ki je pisal kritiko v dnevniku Zarja, ni dojel Lepo Vido kot dramo. Najobširnejšo kritiko komaj uprizorjeni drami je namenil Anton Funtek v Laibacher Zeitung. Kritika je bila objavljena v dveh delih, 29. in 30. januarja 1912. Drami očita, da nima dejanja, da so liki le fantazijske podobe ter da delo sploh ni za oder. Označuje jo kot "v lepe besede odeto izpoved". (231)

## Prevodi
- Angleški jezik: Beautiful Vida, Prevajalka Tina Mahkota, Izdajatelj Prešernovo Gledališče Kranj, 2021